# Molophilus tenuissimus
Molophilus tenuissimus là một loài ruồi trong họ Limoniidae. Chúng phân bố ở miền Australasia.